# The Egg (film)
Pour les articles homonymes, voir Egg.
The Egg est un film américain réalisé par Gilbert Pratt, sorti en 1922.

## Synopsis
Alors qu'il se rend à son travail,  Humpty Dumpty surnommé « L'Œuf » par ses collègues, trouve par hasard une lettre qui révèle un complot contre le président de son entreprise. Il n'y prête pas d'attention et cherche surtout à ne pas se mettre à dos son contremaître à cause de son retard. Il se cache dans un bureau et surprend le chef du complot et sauve son président, et obtient la main de sa fille.

## Fiche technique
- Titre alternatif : The Carpenter[1]
- Réalisation : Gilbert Pratt
- Producteur : Broncho Billy Anderson
- Durée : 22 minutes
- Date de sortie : 4 septembre 1922

## Distribution
- Stan Laurel : Humpty Dumpty
- Drin Moro : la fille du président
- Colin Kenny : Gerald Stone
- Tom Kennedy :  le Boss
- Alfred Hollingsworth : Mr. Stillwell, le président

## Galerie

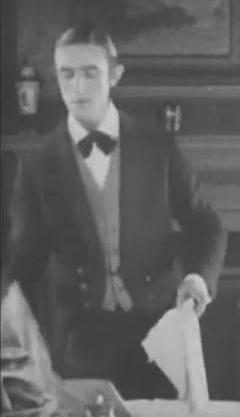
Edward Jefferson
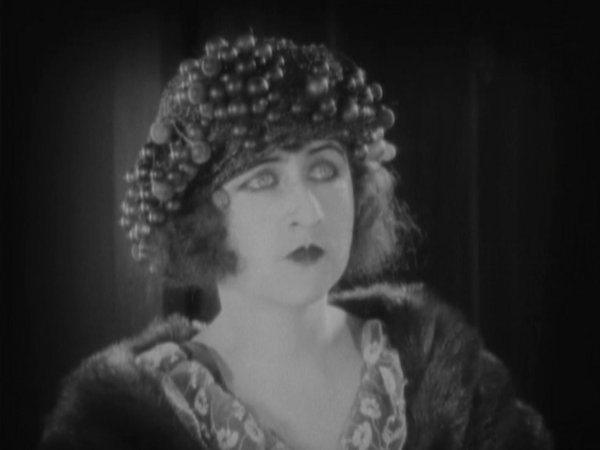
Drin Moro
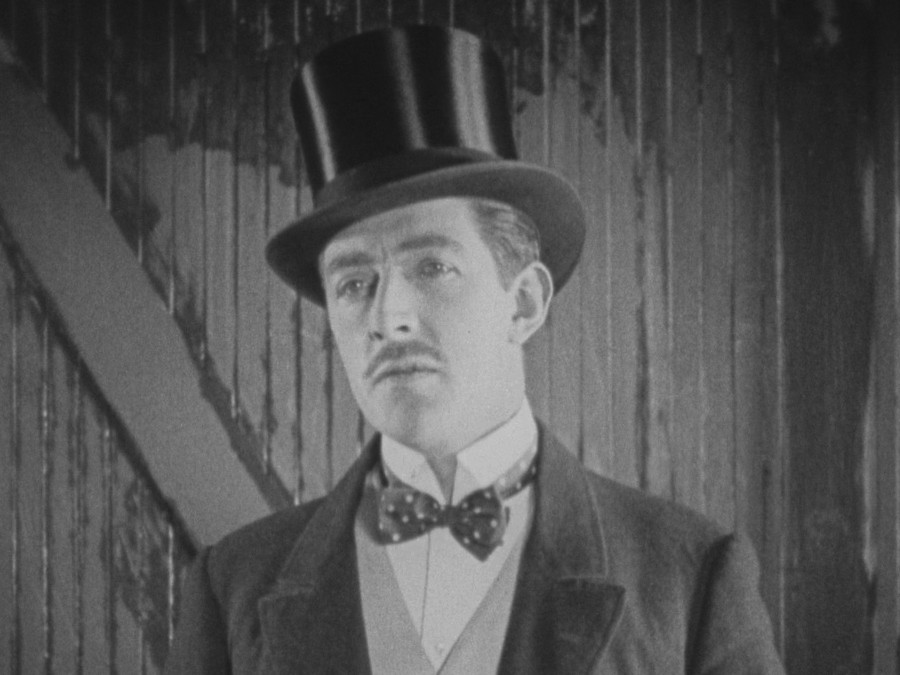
Colin Kenny
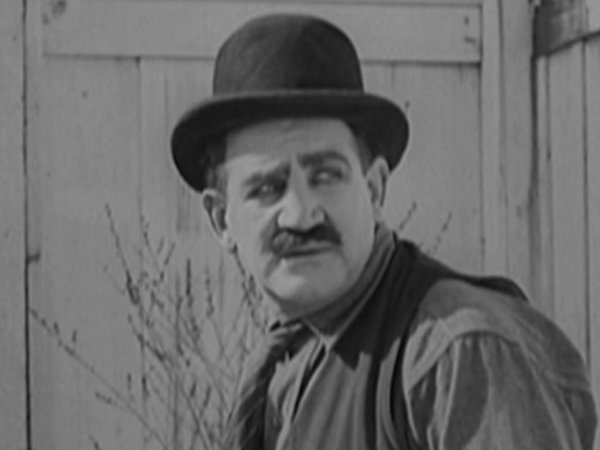
Tom Kennedy
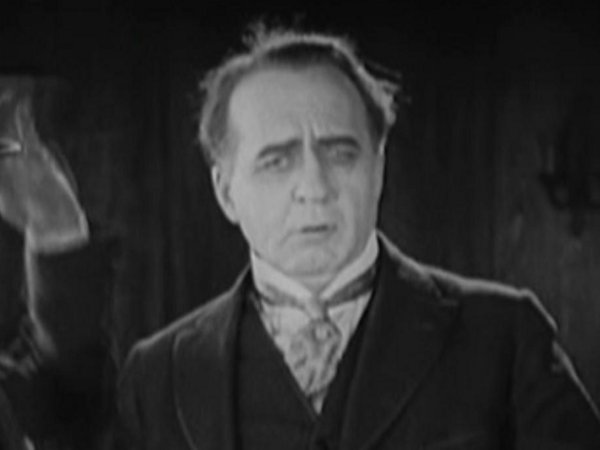
Alfred Hollingsworth
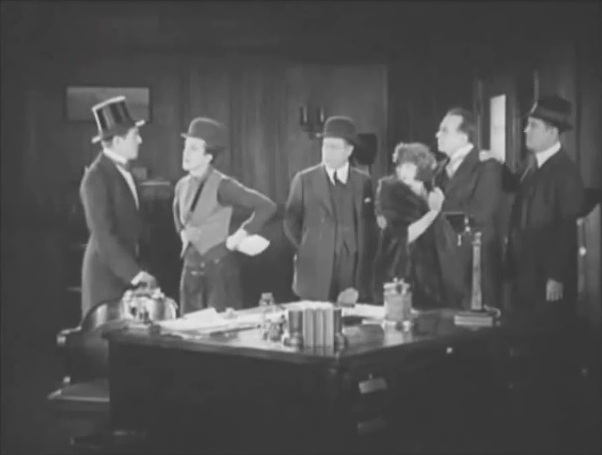
Colin Kenny, Stan Laurel, acteur non identifié, Drin Moro, Alfred Hollingsworth, acteur non identifié dans unescène du film.